# Vergleichsmiete
Die Vergleichsmiete als ortsübliche Vergleichsmiete wird aus den üblichen Entgelten (geregelt in § 558 Abs. 2 BGB) gebildet, die in der Gemeinde oder einer vergleichbaren Gemeinde in den letzten sechs Jahren für Wohnraum vergleichbarer Art, Größe, Ausstattung, Beschaffenheit und Lage einschließlich der energetischen Beschaffenheit und Ausstattung vereinbart oder geändert worden sind. Nicht berücksichtigt wird bei der Ermittlung Wohnraum, bei dem die Miethöhe durch Gesetz (Kostenmiete) oder im Zusammenhang mit einer Förderzusage (Bewilligungsmiete) festgelegt worden ist (sozialer Wohnungsbau, Mietpreisbindung).
In den Gemeinden in Deutschland, in denen es einen Mietspiegel gibt (ca. 450 von 20.000), wird die Vergleichsmiete im Mietspiegel wiedergegeben. Existiert kein Mietspiegel, kann das Begehren eines Vermieters auf Mieterhöhung über eine unabhängige Mietdatenbank (derzeit nirgends existent; Stand: September 2024), mindestens drei vergleichbare Objekte und/oder ein Sachverständigengutachten vom Vermieter dem Mieter gegenüber formell richtig begründet werden (§ 558a Abs. 2 BGB). Mit einer so erfolgten Begründung steht die ortsübliche Vergleichsmiete aber noch nicht fest. In einem Gerichtsprozess muss diese noch selbstständig mit den zugelassenen Beweismitteln bewiesen werden.
Die ortsübliche Vergleichsmiete ist Maßstab für die Rechtmäßigkeit einer Mieterhöhung bei nicht preisgebundenem Wohnraum, wenn nicht eine Staffelmiete oder Indexmiete vereinbart wurde. Eine Mieterhöhung darf in diesen vielfach üblichen Mietverhältnissen die ortsübliche Vergleichsmiete nicht übersteigen. Sie ist als unbestimmter Rechtsbegriff wesentlicher Teil des sozialen Wohnraummietrechts. Weitere Begriffe des sozialen Mietrechts sind unmittelbar mit der ortsüblichen Vergleichsmiete verknüpft (Mietpreisbremse, Wesentlichkeitsgrenze, Wuchergrenze).
Der Begriff der ortsüblichen Vergleichsmiete ist mit dem Miethöhegesetz zum Mieterschutz im Jahr 1974 eingeführt worden. Eine Änderungskündigung durch Mieterhöhung ist im Wohnraum seitdem nicht mehr zulässig. Eine Mieterhöhung für eine Wohnung darf nach den gesetzlichen Vorgaben die ortsübliche Vergleichsmiete nicht übersteigen. Eine vom Vermieter begehrte Mieterhöhung bedarf in Deutschland regelmäßig der Zustimmung der Mieter (§558b Abs. 2 BGB). Wird dem Vermieter keine Zustimmung erteilt, bleibt ihm nur die Möglichkeit den Mieter auf Zustimmung zu verklagen oder auf die Erhöhung zu verzichten. Im Streitfall entscheiden dann regelmäßig die Amtsgerichte über die Zulässigkeit der Erhöhung. Nur wenn das Gericht zu der Auffassung gelangt, dass das Mieterhöhungsverlangen die ortsübliche Vergleichsmiete nicht überschreitet, wird dem Erhöhungsverlangen des Vermieters stattgegeben. Das Gericht prüft das Mieterhöhungsverlangen materiell. Kommt das Gericht dabei zu dem Ergebnis einer begründeten Mieterhöhung, ersetzt das Urteil die Zustimmung des Mieters. Teilweise prüfen die Gerichte die Zulässigkeit von Mieterhöhungsverlangen selbst, teilweise urteilen sie unter Berücksichtigung von anerkannten Mietspiegeln oder mit Sachverständigengutachten. Viele im Internet verfügbare Mietspiegel sind nicht von Gemeinden oder von Interessenvertretern der Vermieter und Mieter erstellt, keine Mietspiegel im Sinne des BGB und geben nicht die ortsübliche Vergleichsmiete, sondern übliche Miethöhen in (aktuellen) Neuvertragsangeboten wieder.
Die Gerichte beachten bei der Prüfung von Mieterhöhungsverlangen in der Regel nur Mietspiegel, die den Anforderungen der §§ 558c oder 558d BGB genügen. Bei der Prüfung der Zulässigkeit einer Mieterhöhung bis zur ortsüblichen Vergleichsmiete durch Gerichte kommt ggf. qualifizierten Mietspiegeln gemäß § 558d BGB eine besondere Bedeutung zu, weil diesen qualifizierten Mietspiegeln nach den gesetzlichen Vorgaben zunächst die Vermutung der Richtigkeit innewohnt (§ 558d Abs. 3 BGB). Diese Vermutung der Richtigkeit bzw. die Qualifikation der Mietspiegel kann jedoch auch widerlegt werden. Die Widerlegung ist in einigen Fällen durch Parteienvortrag, Sachverständigengutachten und auch Gerichte erfolgt. Es ist in der Fachwelt bisher zumindest umstritten, ob es anerkannte wissenschaftliche Grundsätze für die Erstellung von Mietspiegeln gibt bzw. geben kann. So ist z. B. unklar, ob nur Tabellen- und/oder Regressionsmietspiegel diesen Grundsätzen genügen können oder statistische Untersuchungen einer Grundgesamtheit von Wohnungen unter Einbezug nicht vergleichbarer Wohnungen die ortsübliche Miete einer bestimmten Wohnung treffend wiedergeben können. Qualifizierte Mietspiegel werden regelmäßig nach einer Anpassung über den Lebenshaltungskostenindex nicht mehr qualifiziert sein, weil Lebenshaltungskosten des Statistischen Bundesamtes nur zufällig die örtliche, ggf. auch teilmarkttypische Mietpreisentwicklung wiedergeben werden.
Die ortsübliche Vergleichsmiete liegt in Zeiten steigender Mietpreise nach ihrer gesetzlichen Definition regelmäßig unterhalb des üblichen Neuvertragsniveaus für vergleichbaren Wohnraum. Es sind heute auch bis zu sechs Jahre zurück liegende Mieterhöhungen und Neuabschlüsse für die ortsübliche Vergleichsmiete beachtlich. Es ist deshalb davon auszugehen, dass eine marktübliche Mischung von erhöhten Bestandsmieten und Neuvertragsabschlüssen aus dem Zeitraum der letzten sechs Jahre vor dem Mieterhöhungsverlangen die ortsübliche Vergleichsmiete widerspiegelt. Ob dann die durchschnittliche Miete vergleichbarer Wohnungen maßgeblich ist, oder ob gewisse Überschreitungen der durchschnittlichen Miete noch unterhalb der ortsüblichen Miete liegen können, ist noch nicht geklärt. Es dürfte aber unstrittig sein, dass durchschnittliche Mieten vergleichbarer Wohnungen in marktüblicher Mischung, die den o.a. Vorgaben des § 558 BGB entsprechen, nicht unüblich sind und nicht über der ortsüblichen Vergleichsmiete liegen (vgl. BGH VIII ZR 82/18, Urteil vom 24. April 2019).
§558 BGB wurde zum 1. Januar 2020 geändert.
Vermietern entstehen Nachteile bei der Einkommensteuer, wenn sie eine Wohnung für weniger als 66 % der ortsüblichen Marktmiete zu Wohnzwecken vermieten. Denn in diesem Fall ist die Nutzungsüberlassung in einen entgeltlichen und einen unentgeltlichen Teil aufzuteilen (§ 21 Abs. 2 EStG), so dass Werbungskosten nicht in vollem Umfang von der Steuer abgesetzt werden können.
Bei Gewerberäumen kann die Vergleichsmiete frei von gesetzlichen Regelungen aus Statistiken erstellt werden. So geben zuweilen die örtlichen Industrie- und Handelskammern Auskunft über diesen Bereich.